# Ноттинг-Хиллский карнавал
Ноттинг-Хиллский карнавал (англ. The Notting Hill Carnival) — это ежегодный карибский карнавал, который проводится с 1966 г. на улицах лондонского района Ноттинг-Хилл, округ Кенсингтон и Челси в течение двух выходных дней в августе («банковский понедельник» и предшествующее воскресенье).
«Карнавал создавался, чтобы объединить местную многонациональную общину и покончить с расовыми конфликтами. Основательница карнавала Роун Ласлетт имеет русские корни. Она родилась в Лондоне в семье американки и русского. В первых карнавалах, организованных ею, участвовали несколько сотен человек - сейчас на него приезжают около миллиона человек со всего мира», - BBC, Русские корни карнавала в Ноттинг-Хилле Архивная копия от 2 сентября 2019 на Wayback Machine. 
Ведущую роль в карнавале обычно играют представители британской афрокарибской общины, в особенности, выходцы с островов Тринидад и Тобаго, которые составляли значительную часть жителей Кенсингтона и Челси в 1950-х годах. В прошлом карнавал собирал до 2 миллионов зрителей и занимал второе место в мировом рейтинге карнавалов по числу участников после Карнавала Тринидад и Тобаго.
Во время проведения фестиваля многие местные состоятельные жители вынуждены закрывать свои особняки деревянными щитами для защиты от вандалов и во избежание криминальных ситуаций.